# Font de Jaumet
La Font de Jaumet és una font del poble de Claverol, de l'antic terme del mateix nom, pertanyent a l'actual municipi de Conca de Dalt, al Pallars Jussà.
Està situada a 836 m d'altitud, a l'est-nord-est de Claverol, al vessant nord-est del Canarill de Claverol, al sud-est de Plana Mateu. És al sud dels Esclotassos, a prop i al nord de la carretera d'Hortoneda.
En aquesta font s'origina el barranc de la Font de Jaumet, afluent del barranc de Santa per l'esquerra. És al sud-oest de la Font del Quim.